# Rund um die Burg

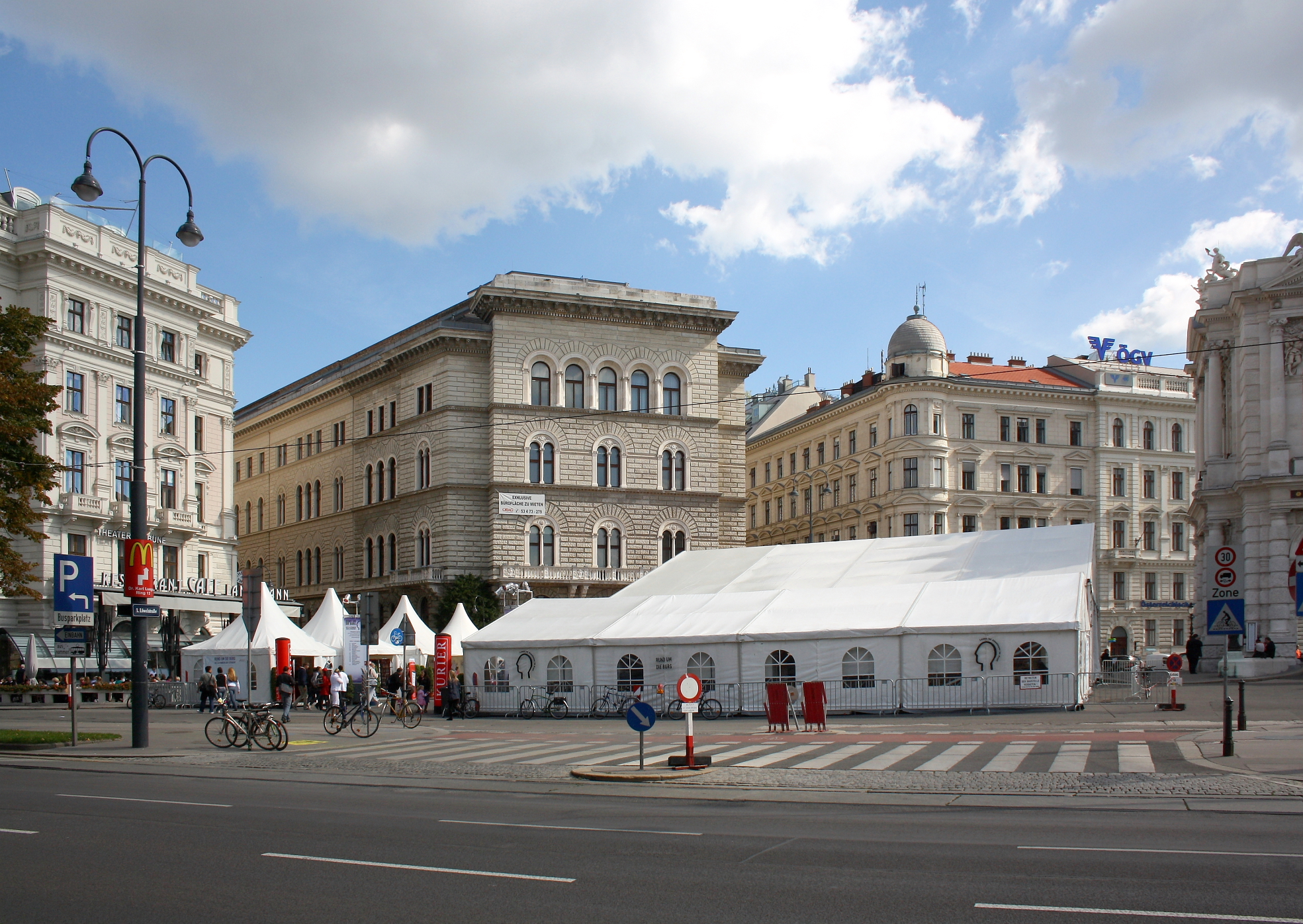
Das Zeltdorf zwischen Burgtheater und Café Landtmann, 2010

Rund um die Burg ist ein zweitägiges Wiener Literaturfestival, das seit Spätsommer 1992 alljährlich in einem zwischen Burgtheater und Café Landtmann aufgestellten Hauptzelt und weiteren Locations in unmittelbarer Nähe abgehalten wird.
Bei freiem Eintritt lesen Autoren der deutschsprachigen Literaturszene – ursprünglich nonstop 24 Stunden lang, und im Halbstundentakt.
2013 wurde von freitags 16:00 bis 24:00 gelesen, samstags von 10:00 bis 14:00. Die anderen Locations waren im Café Landtmann angesiedelt: Die Bel Étage oberhalb, und das Theater Neue Tribüne Wien unterhalb…
Veranstalter der Marathonlesung ist die Marketing- und Consulting-Agentur Asset Marketing Ges.m.b.H. Finanziert wird sie über Sponsoren. 2010 stand die Veranstaltung kurz vor der Absage, weil kein Hauptsponsor gefunden werden konnte.